# チャンネルはそのまま!
『チャンネルはそのまま!』は、佐々木倫子による日本の漫画。『ビッグコミックスピリッツ』（小学館）にて、2008年19号から2013年22・23号まで月1回ペースで連載された。単行本は全6巻。
北海道のローカルテレビ局を舞台として、新人記者のおバカぶりを描いたコメディ漫画。主人公の雪丸花子が報道部に配属された6月から、翌年5月までの1年間を描く。コメディタッチながら、表舞台には出ない編成部や技術部や営業部の奮闘ぶりも描かれる。漫画制作には北海道テレビ放送（HTB）が全面協力を行い、巻末の協力欄に広報部員が名を連ねる。
2019年にHTB開局50周年記念作品として連続ドラマ化。ドラマは日本民間放送連盟賞番組部門テレビドラマ番組最優秀賞、および同賞テレビ部門グランプリを受賞した。

## 物語
北海道☆（ホシ）テレビ（HHTV）に『バカ枠』で採用された雪丸花子は、報道部に配属された初日、ハプニングでいきなり大雨中継を任される。散々な結果に終わったが、視聴率はその日のトップを飾る。その後も雪丸は騒動を起こし、周辺の人々はそれに巻き込まれる。

## 主な登場人物

### 中心人物
雪丸 花子（ゆきまる はなこ）
北海道恵庭市出身。身長165cm。実家は農家。北海道☆（ホシ）テレビを受験し、もう何年も新人が採られていなかった「バカ枠」で採用され、その後報道部に配属される。失敗が多いが、その警戒心を抱かせない性格で人脈を築く。本人が予想しない形で功績を挙げることもある。
山根 一（やまね はじめ）
花子と同期入社で同じ報道部記者。広島県出身。真面目で優秀。一次試験の時から（悪い見本として）花子の存在に注目していた。本人は花子のことを報道部の恥だと思っているが、何かと巻き込まれることも多く、上層部からは「おバカ」と周囲のクッション材という意味で「プチプチ」と呼ばれる。その後、報道部から情報部へ異動となり、情報番組制作に携わる。
小倉（おぐら）
情報部部長。「バカ枠」の存在を山根に伝える。回を重ねるごとに、行く先々でトラブルを起こしたり傍若無人な行動を取ったりしていることが判明。そのため山根には小倉自身も「バカ枠」ではないかと推測されており、後に「バカ枠」であることが判明する。甘いものが好きで、好物は大福餅。居酒屋で長田がキープしているボトルを勝手に飲んでしまうなど周りを顧みない性格。

### 雪丸・山根の同期
花枝 まき（はなえ まき）
花子と同期入社のアナウンサー。アナウンス部配属。東京都出身。万事そつなく物事をこなすのでフレッシュさが足りないと小倉に評される。
初めてのニュース番組出演の際、花子が作成した誤字だらけの原稿を超人的な感覚の冴えで正確に読み上げたが、本人は「雪丸の原稿限定の能力ではないのか」と疑っている。
東京の「大都会テレビ」に、同じくアナウンサーとなった友人がいる。
北上 隼人（きたがみ はやと）
花子と同期入社。報道を希望していたが編成部に配属された。23歳。老け顔で落ち着いた雰囲気のため、同期入社の社員にまで「さん」付けで呼ばれたり敬語を使われたりしており、普通新人が任されない仕事を先輩から任され、時には「何年この仕事やっているんだ」と叱られる。下調べ不十分な取材中の花子に何かとアドバイスを求められる。
橘 誠一（たちばな せいいち）
花子と同期入社。技術部配属。放送に間違いや不備などがないかを監視する主調整室（マスター）に勤務する。
服部 哲太郎（はっとり てつたろう）
花子と同期入社。営業部配属。

### 報道部
長谷川 平蔵（はせがわ へいぞう）
報道部デスク。雪丸の教育に手を焼いている。
長田 啓二（おさだ けいじ）
報道部道警キャップ。生まれ変わったら刑事になりたいと思っている。長谷川を「デカ長」と呼びたがり、自分を「長（チョー）さん」と呼んでもらいたがる。

### その他
篠山 巧（しのやま たくみ）
ベテランカメラマン。通称・巨匠。「画だけはまともなものを」という上層部の指示により、よく花子と組まされる。単に被写体を映すだけではない大胆なカメラワークを用い、他局のカメラマンからも一目置かれている。強面なうえに不器用な性格で、人に謝ったり物を頼んだりすることができない。
広報部長
常ににこやかな女性。長谷川と同期。ホシイさんの設定に対してはこだわりを持っている。人手不足から自らホシイさんの中に入ることもある。雪丸周辺人物にはしばしば笑顔で雑用を押し付けることがある。
降谷 陽介（ふるや ようすけ）
気象予報士。32歳。予報を外したくないという思いから語尾に「かもしれません」を付けていた。自分の予報が視聴者に届いていないのではないかと悩み、ダジャレなど様々な手法に打って出る。
八木（やぎ）
先輩気象予報士。42歳。予報が当たるか当たらないかよりも、印象的な表現や注意喚起で視聴者の心に届く予報を心掛けている。その努力は外見のインパクトで補充している。
ホシイさん　
北海道☆テレビのマスコットキャラクター。踊ったり、ラートをしたりする等、様々なパフォーマンスが出来る、子供達の人気者。着ぐるみに見えるが、決して中に人は入っていない（という設定）。

## 用語
北海道☆テレビ（ほっかいどうホシテレビ）
本作の舞台となるテレビ局。略称はHHTV。「ひぐまテレビ」「テレビはまなす」に比べれば後発の民放局。
バカ枠
北海道☆テレビの非公然の採用枠。雪丸は数年ぶりの、かつ女性最初の「バカ枠」採用。「バカ」は組織の多様性を確保するために採用され、時に大化けしてエースストライカーになるともあるとされる。「バカ」をフォローする役割を担わされる同期は「バカ係」「プチプチ」と呼ばれる。
ひぐまテレビ
北海道☆（ホシ）テレビのライバル民放テレビ局。略称はHGT。潤沢な資金と有能な人材を擁する大放送局。「絶対一番」を掲げ、視聴率を取れればどんな手段でも使って構わないという社風であり、他局への妨害も辞さない。社内には「弱肉強食」「蛮勇」などと書かれたポスターが貼られている。
テレビはまなす
ひぐまテレビと同時期に開設された、北海道最初の民放テレビ局の一つ。北海道☆テレビとは夕方の情報番組で競合していることが触れられているが、ひぐまテレビほど敵対的な関係としては描かれていない。北海道の民放には他に「道都放送」「フロンティアTV」がある。
NHK
実名で登場する公共放送局であるが、物語にはほとんど関わらない。災害時の緊急速報では圧倒的な速さを示す。
プラネット系列
東京の「プラネットTV」をキー局とするネットワーク。全国24局が参加し、北海道☆テレビは基幹局5局の一つ。同じく基幹局である「福岡テレビ放送」とは何かにつけて張り合ってきたライバル関係。系列局が参加する「ローカルニュース大賞」がある。
ハイパーズ
札幌ドームを本拠地とするプロ野球球団「北海道日本ラムハイパーズ」。親会社の「日本ラム」はジンギスカン用のラム肉を扱い、ローカルCMを打つ企業として描かれている。

## 単行本
- 佐々木倫子 『チャンネルはそのまま!』 小学館〈ビッグコミックススペシャル（A5版）〉 全6巻
  1. 2009年01月30日発売、ISBN 978-4-09-182450-9
  2. 2010年01月29日発売、ISBN 978-4-09-183105-7
  3. 2010年11月30日発売、ISBN 978-4-09-183580-2
  4. 2011年09月30日発売、ISBN 978-4-09-184095-0
  5. 2012年07月30日発売、ISBN 978-4-09-184588-7
  6. 2013年07月30日発売、ISBN 978-4-09-185446-9

## テレビドラマ
2018年6月25日、北海道テレビ放送（HTB）の開局50周年記念作品として連続ドラマ化されることが発表された。総監督に本広克行を起用、同局の人気番組『水曜どうでしょう』ディレクターの藤村忠寿と嬉野雅道も監督とプロデューサーで制作に加わっている。2019年3月11日からNetflixで独占先行配信され、3月18日から22日まで北海道テレビ放送で5夜連続放送、以後テレビ朝日系列各局で順次放送されている（放送形態の詳細については後述）。
同年9月10日に主演の芳根京子（母親が北海道出身）をはじめとする主要キャストが発表され、9月19日に主要キャスト・スタッフによる記者会見が行われた（クランクインは9月15日）。11月5日には追加キャストとして、TEAM NACSのメンバー5人が総出演することが発表され、クランクアップを迎えた11月6日の記者会見では鈴井貴之をはじめ、CREATIVE OFFICE CUEの所属タレントが総出演することが発表された。この他にもHTBのアナウンサーらが劇中のテレビ局の社員として随所に出演している。
ドラマ撮影にあたって、移転後の北海道テレビ放送 (HTB) 旧社屋（通称・南平岸社屋）を北海道★（ホシ）テレビ（HHTV）の、同社の新社屋（さっぽろ創世スクエア）をひぐまテレビの、それぞれセットとして使用。また、札幌市交通局（札幌市営地下鉄）東豊線の福住駅をはじめとする札幌市内でも撮影が行われた。HTB旧社屋は本作の撮影終了をもって完全にその役目を終え、約50年の歴史に幕を下ろした。
第4話でももいろクローバーZの百田夏菜子がカメオ出演したことから、2019年3月13日（12日深夜）にはテレビ朝日『ももクロChan〜Momoiro Clover Z Channel〜』にて、「「ももクロChan」チャンネルはそのまま舞台裏SP」として、本作品の制作の舞台裏が放送された（通常時非ネットの北海道テレビでも3月17日に放送）。
2019年日本民間放送連盟賞の番組部門テレビドラマ番組最優秀賞を受賞し、後日、2019年日本民間放送連盟賞のテレビ部門全体においてグランプリも受賞した。同賞でドラマがグランプリを受賞するのはこの作品が史上初。

### 登場人物（ドラマ）
主要登場人物については#主な登場人物を参照のこと。

#### 北海道★（ホシ）テレビ
- 雪丸 花子（ゆきまる はなこ）  - 芳根京子[6][18]
- 山根 一（やまね はじめ） - 飯島寛騎[6][18]（男劇団 青山表参道X）
- 花枝 まき（はなえ まき） - 宮下かな子[6][18]
- 北上 隼人（きたがみ はやと） - 長田拓郎[6][18]
- 服部 哲太郎（はっとり てつたろう） - 島太星（NORD）[6][18]
- 橘 誠一（たちばな せいいち） - 瀧原光 (NORD)[6][18]
- 小倉 虎也（おぐら とらや） - 藤村忠寿 (HTB)[6][19]
- 長谷川 平蔵（はせがわ へいぞう） - 大内厚雄[5][18]
- 長田 啓二（おさだ けいじ） - 明逸人
- 篠山 巧（しのやま たくみ） - 大鷹明良[5][18]
- 降谷 陽介（ふるや ようすけ） - 藤尾仁志（オクラホマ）[5][18]
- 栗山（くりやま）（報道部サブキャップ） - 石田剛太（ヨーロッパ企画[5][18]）
- 真中（まなか）（報道部記者、花子の先輩） - 酒井善史（ヨーロッパ企画[5][18]）
- 塚本（つかもと）（報道部記者、花子の先輩） - 塚本奈緒美
- 柏木 孝泰（かしわぎ たかやす）（報道部長） - 武田晋
- 紅 麗子（くれない れいこ）（アナウンサー。花枝の先輩で、指導役） - 実川貴美子[5][18]
- 峰岸（みねぎし）（編成部。北上の先輩） - 氏次啓
- 城ケ崎 護（じょうがさき まもる）（編成局長） - 斎藤歩[5][18]
- 金子 陽一（かねこ よういち）（総務部長） - 山田マサル
- 高瀬 博昭（たかせ ひろあき）（営業部長） - 黒沢光春
- 日比野 守（ひびの まもる）（主調整室勤務、橘の指導役） - 永野宗典（ヨーロッパ企画[5][18]）
- 益田（ますだ）（主調整室勤務） - 角田貴志（ヨーロッパ企画[5][18]）
- 平田 京太郎（ひらた きょうたろう）（主調整室勤務） - 本多力（ヨーロッパ企画[5][18]）
- 春日部（かすかべ）（情報部ディレクター） - 諏訪雅（ヨーロッパ企画[5][18]）
- 桜井（さくらい）（情報部ディレクター） - 西村直子（ヨーロッパ企画[5][18]）
- 安達（あだち）（情報部ディレクター） - 廣瀬詩映莉
- 山道 一徹（やまみち いってつ）（フリージャーナリスト） - 嬉野雅道 (HTB)
- 田中 美々（たなか みみ）（リポーター） - 谷口いくみ
- 石場 利春（いしば としはる）（スポーツ部長） - 小野優
- 熊田（くまだ）（スポーツ部ディレクター） - 土佐和成（ヨーロッパ企画[5][18]）
- 下井（しもい）（音声マン） - 江田由紀浩
- スタジオカメラマン - 東京03[18]（角田晃広、飯塚悟志、豊本明長）
- 鈴木 貴康（すずき たかやす）（HHTV社長） - 鈴井貴之[9][10]
- スタッフ - 佐藤亮太（NEXTAGE）[10][20]
- スタッフ（編集マン） - 綾野ましろ[10][20]
- 撮影スタッフ（山根と打ち合わせをする） - 櫻井保一、石川哲也[20]
- 新卒採用1次試験係員 - 赤谷翔次郎[20]
- 新卒採用3次試験試験官 - 森さやか（HTBアナウンサー）[20]
- 編成部員 - 佐藤麻美 (HTB)
- アナウンサー - 林和人（『キラキラ情報局』MC）、大野恵、室岡里美（地震速報の声）、福田太郎（スポーツ担当）、菊地友弘、高橋春花、石沢綾子（『夕方ビッグバン』コーナー担当）（以上HTBアナウンサー）[20]

#### ひぐまテレビ
- 鹿取（かとり）（情報部長） - 安田顕（TEAM NACS）[8][7]
- 山下（やました）（情報部ディレクター） - 逸見廣大
- 樋口 亜希子（ひぐち あきこ）（リポーター） - 村上亜希子 (元HTBアナウンサー)
- 記者 - 田中温子 (NEXTAGE)[10]
- ディレクター - 河野真也（オクラホマ）[18]
- 佐藤良諭（『絶対一番ワイド』のメインMC） - 佐藤良諭（HTBアナウンサー）[20]
- 鶴羽舞子（『絶対一番ワイド』のアナウンサー） - 鶴羽舞子（HTB）[20]
- 福永裕梨（『絶対一番ワイド』に出演する女優） - 福永裕梨（HTBアナウンサー）[20]
- 神田昭一（『絶対一番ワイド』に出演する心霊美食家） - 神田昭一[20]
- イケメンキング（ひぐまテレビの番組出演者） - 枝元雷亜 (NORD)[10][20]

#### 雪丸家
- 雪丸 実（ゆきまる みのる）（花子の父、農業経営） - 森崎博之 (TEAM NACS)[8][7][11]
- 雪丸 早苗（ゆきまる さなえ）（花子の母） - 小島達子
- 雪丸 たね（ゆきまる たね）（花子の祖母） - 根岸季衣[18]

#### その他
- 蒲原 正義（かんばら まさよし）（NPO法人「スプラウトまいんど」代表） - 大泉洋（TEAM NACS）[8][7]

ドラマ版のオリジナルキャラクター。塩害で荒れた農地を蘇らせるカリスマ農業技術者として名声を得ているが、助成金を私的に流用した疑いが浮上する。
- 近藤 明夫（こんどう あきお）（農家） - 音尾琢真（TEAM NACS）[8][7][11]
- 武笠（たけがさ）（焼き芋屋） - 泉谷しげる（第1話ゲスト出演）[18]
- 武笠の妻 - 多和朋子[20]
- 江古田 隆（えこだ たかし）（札幌ゴム社長。服部が担当しているスポンサー） - 酒井敏也[18]
- 鳴沢 真弓（なるさわ まゆみ）（ヴァイオリニスト） - 東李苑[18][10]（ヴァイオリン吹き替え演奏：NAOTO[21]）
- 鳴沢のマネージャー - 吉本菜穂子
- 北海道札幌方面中央警察署副署長 - 納谷真大
- 橋口 (北海道警察捜査二課課長) - 森ハヤシ
- 北海道警察捜査員（蒲原を逮捕する） - 戸次重幸 (TEAM NACS)[8][7][11]
- 葉山（はやま）（HHTVのキー局であるプラネットTVの記者） - 中川晴樹（ヨーロッパ企画[5][18]）
- 街頭インタビューに答える女性 - 小橋亜樹[10][20]
- 札幌中央署の食堂の従業員 - 北川久仁子[10][20]
- まるまる商事の広報担当 - 戸澤亮 (NEXTAGE)[10][20]
- 山中石川屋の店員 - Chima[10][20]
- 札幌中央署の刑事 - 舟木健 (NORD)[10][20]
- HHTVの採用試験の受験者 - 花岡領太 (NORD)、小西麻里菜、信山E紘希[10][20]
- 坂本 英樹（放火事件の犯人） - 安保卓城 (NORD)[10][20]
- 迷子の少女 - 石川愛[20]
- 広瀬（ヒツジ牧場の飼育担当者） - 伊能武生[20]

カメオ出演
- HHTVのスタッフ（タイムキーパー） - Rihwa[22][20]
- ラーメン店の出前持ち - 百田夏菜子（ももいろクローバーZ）[15][20]

### スタッフ（ドラマ）
- 総監督 - 本広克行[6][23]
- 監督 - 藤村忠寿[6][23]、山本透[23]、佐々木敦規[23]、木村好克
- 音楽 - 本間昭光[23]
- 脚本 - 森ハヤシ[23]
- 脚本協力 - 山本透[23]
- 撮影 - 川越一成（バスク）、三戸史雄（HTB映像）
- 美術 - 相馬直樹
- 編集 - 坪田早紀子
- タイトルロゴデザイン - ベイブリッジ・スタジオ[23]
- アナウンス指導 - 森さやか
- ドローンオペレーション - ドローンビレッジ
- 技術協力 - HTB映像、maze project
- 照明協力 - フジ・メディア・テクノロジー
- 美術協力 - BgBee、福樂、サンズデコール（京映アーツ）
- 音響効果 - スポット
- 衣装 - 小松江里子[24]
- ポスプロ - バスク
- エグゼクティブプロデューサー - 福屋渉[23]
- プロデューサー - 嬉野雅道[6][23]、多田健[23]、坂本英樹[23]
- 制作プロダクション - Production I.G
- 企画協力 - 小学館「週刊ビッグコミックスピリッツ」編集部
- 制作著作 - 北海道テレビ放送

### 主題歌（ドラマ）
- ハイタッチ（Rihwa ver.）[23]作詞・歌唱 - Rihwa / 作曲 - 寺久保エレナ / 補作曲・編曲 - 本間昭光（北海道テレビ放送開局50周年テーマソング）

### 放送日程・配信日程（ドラマ）
| 各話                                                                 | サブタイトル       | 放送日時（北海道テレビ）     | 視聴率（北海道テレビ） |
| -------------------------------------------------------------------- | ------------------ | ---------------------------- | ---------------------- |
| 第1話                                                                | バカ伝説の始まり   | 2019年3月18日 23:20 - 翌0:15 | 07.8％                 |
| 第2話                                                                | 水曜はどうでしょう | 3月19日 23:20 - 翌0:15       | 11.4%                  |
| 第3話                                                                | それは放送事故だ   | 3月20日 23:35 - 翌0:30       | 7.5%                   |
| 第4話                                                                | ダメ番組終了宣言   | 3月21日 23:20 - 翌0:15       | 08.5％                 |
| 最終話                                                               | テレビのバカ力     | 3月22日 23:10 - 翌0:10       | 09.8％                 |
| 平均視聴率 9.0％（視聴率はすべてビデオリサーチ調べ、札幌地区・世帯） |                    |                              |                        |

### 放送局・配信元（ドラマ）
放送・配信については、まず2019年3月にNetflixで先行配信を実施、引き続いて制作局の北海道テレビ放送 (HTB) で5夜連続放送（先述）の後、テレビ朝日系列各局が放送に踏み切り、さらには他系列のローカル局や独立局・クロスネット局がHTBから放送権を買い上げ順次放送した。その後、2019年日本民間放送連盟賞グランプリ受賞記念として、2020年1月5日・12日・19日にテレビ朝日系列24局で全国放送（5日と12日にそれぞれ2話連続放送、19日に最終話を放送  ※一部放送局を除く）された。なお、HTBなど、一度放送された局も放送された。
「ネット配信→制作局放送→他局がローカル枠で放送→全国放送」という一般的ではない放送順序となったことについて、メディアアナリストの鈴木祐司は、当初、キー局のテレビ朝日が全国ネットでの放送を採択しなかったため、制作コストを回収するためにまずネット配信を行ったというものであり、全国放送は記念放送という「元々テレビ朝日が予定していなかった放送」のためだと述べている。HTBが「ネット先・放送後」という放送手順をとったことで、HTB内でもローカル局制作の連続ドラマを全世界に発信できるという経験を得たという。

#### 放送局
| 放送対象地域   | 放送局             | 系列                                                            | 放送日時                                                  | 放送時間 | 備考                    |
| -------------- | ------------------ | --------------------------------------------------------------- | --------------------------------------------------------- | --- | ----------------------- |
| 北海道         | 北海道テレビ放送   | テレビ朝日系列                                                  | 2019年3月18日 - 2019年3月22日                             | （前述） | 制作局                  |
| 中京広域圏     | メ～テレ           | テレビ朝日系列                                                  | 2019年4月2日 - 2019年4月30日                              | 火曜日 1:59 - 2:54 (月曜日深夜） |                         |
| 宮崎県         | テレビ宮崎         | フジテレビ系列 日本テレビ系列 テレビ朝日系列 （クロスネット局） | 2019年4月2日 - 2019年4月8日                               | 4月2日 - 5日…15:55 - 16:50 4月8日…15:20 - 16:20 | [ 注釈 8 ]              |
| 長野県         | 長野朝日放送       | テレビ朝日系列                                                  | 2019年4月5日 - 2019年5月3日                               | 金曜日 10:32 - 11:30 |                         |
| 熊本県         | 熊本朝日放送       | テレビ朝日系列                                                  | 2019年4月6日 - 2019年5月11日                              | 土曜日 1:20 - 2:15 (金曜日深夜） | [ 注釈 9 ]              |
| 長崎県         | 長崎文化放送       | テレビ朝日系列                                                  | 2019年4月6日 - 2019年5月11日                              | 土曜日 1:25 - 2:20 (金曜日深夜） | [ 注釈 10 ]             |
| 岩手県         | 岩手朝日テレビ     | テレビ朝日系列                                                  | 2019年4月15日 - 2019年4月19日                             | 月 - 金曜日 13:59 - 14:54 | [ 注釈 11 ]             |
| 秋田県         | 秋田朝日放送       | テレビ朝日系列                                                  | 2019年4月15日 - 2019年4月19日                             | 月 - 金曜日 15:50 - 16:45 |                         |
| 山梨県         | テレビ山梨         | TBS系列                                                         | 2019年4月22日 - 2019年4月26日                             | 月 - 金曜日 15:55 - 16:50 | [ 注釈 12 ]             |
| 石川県         | 北陸朝日放送       | テレビ朝日系列                                                  | 2019年4月29日 - 2019年5月3日                              | 月 - 金曜日 14:50 - 15:44 |                         |
| 大分県         | 大分朝日放送       | テレビ朝日系列                                                  | 2019年4月29日 - 2019年5月3日                              | 月 - 金曜日 14:59 - 15:54 |                         |
| 青森県         | 青森朝日放送       | テレビ朝日系列                                                  | 2019年4月29日 - 2019年5月3日                              | 月 - 金曜日 14:58 - 15:53 |                         |
| 広島県         | 広島ホームテレビ   | テレビ朝日系列                                                  | 2019年4月30日 - 2019年5月4日                              | 火 - 土曜日 0:20 - 1:15（月 - 金曜日深夜） |                         |
| 埼玉県         | テレビ埼玉         | 独立局                                                          | 2019年4月30日 - 2019年5月6日                              | 月 - 金曜日 16:30 - 17:25 | [ 注釈 14 ]             |
| 宮城県         | 東日本放送         | テレビ朝日系列                                                  | 2019年5月2日 - 2019年5月8日                               | 木 - 水曜日 0:25 - 1:20（水 - 火曜日深夜） | [ 注釈 15 ]             |
| 新潟県         | 新潟テレビ21       | テレビ朝日系列                                                  | 2019年5月2日 - 2019年5月6日                               | 5月2日… 0:55 - 1:50（1日深夜） 5月3日… 1:00 - 1:55（2日深夜） 5月4日… 0:20 - 1:15（3日深夜） 5月5日… 0:35 - 1:30（4日深夜） 5月6日… 1:05 - 2:00（5日深夜） |                         |
| 静岡県         | 静岡朝日テレビ     | テレビ朝日系列                                                  | 2019年5月3日 - 2019年5月31日                              | 金曜日 1:00 - 1:55 (木曜日深夜） |                         |
| 福岡県         | 九州朝日放送       | テレビ朝日系列                                                  | 2019年5月4日 - 2019年6月1日                               | 土曜日 0:20 - 1:15 (金曜日深夜） |                         |
| 近畿広域圏     | 朝日放送テレビ     | テレビ朝日系列                                                  | 2019年5月4日 - 2019年6月8日                               | 土曜日 1:34 - 2:29 (金曜日深夜） | [ 注釈 16 ]             |
| 富山県         | チューリップテレビ | TBS系列                                                         | 2019年5月7日 - 2019年5月11日                              | 5月7日 - 10日… 0:11 - 1:06（6日 - 9日深夜） 5月11日…0:50 - 1:45（10日深夜）                                                                                | [ 注釈 12 ]             |
| 沖縄県         | 琉球朝日放送       | テレビ朝日系列                                                  | 2019年5月7日 - 2019年5月9日 2019年5月13日 - 2019年5月14日 | 10:20 - 11:15 | [ 注釈 17 ]             |
| 鳥取県･島根県  | 日本海テレビ       | 日本テレビ系列                                                  | 2019年5月11日 - 2019年6月8日                              | 土曜日 2:05 - 3:00 (金曜日深夜） | [ 注釈 12 ]             |
| 高知県         | テレビ高知         | TBS系列                                                         | 2019年5月11日 - 2019年6月8日                              | 土曜日 0:20 - 1:15 (金曜日深夜） | [ 注釈 12 ]             |
| 千葉県         | 千葉テレビ         | 独立局                                                          | 2019年5月11日 - 2019年6月8日                              | 土曜日 19:00 - 19:55 | [ 注釈 14 ]             |
| 山口県         | 山口朝日放送       | テレビ朝日系列                                                  | 2019年5月20日 - 2019年5月24日                             | 15:54 - 16:50 |                         |
| 栃木県         | とちぎテレビ       | 独立局                                                          | 2019年6月2日 - 2019年6月30日                              | 日曜日 22:00 - 22:55 | [ 注釈 14 ]             |
| 愛媛県         | 愛媛朝日テレビ     | テレビ朝日系列                                                  | 2019年6月2日 - 2019年6月30日                              | 日曜日 0:35 - 1:30 (土曜日深夜） |                         |
| 山形県         | 山形テレビ         | テレビ朝日系列                                                  | 2019年6月24日 - 2019年6月28日                             | 15:53 - 16:48 |                         |
| 神奈川県       | テレビ神奈川       | 独立局                                                          | 2019年7月29日 - 2019年8月2日                              | 20:00 - 20:55 | [ 注釈 14 ]             |
| 鹿児島県       | 鹿児島放送         | テレビ朝日系列                                                  | 2019年7月29日 - 2019年8月2日                              | 13:55 - 14:52 |                         |
| 東京都         | TOKYO MX           | 独立局                                                          | 2019年8月3日 - 2019年9月7日                               | 土曜日 20:00 - 20:55 | [ 注釈 14 ]             |
| 福島県         | 福島放送           | テレビ朝日系列                                                  | 2019年8月5日 - 2019年8月9日                               | 14:58 - 15:55 |                         |
| 香川県・岡山県 | 瀬戸内海放送       | テレビ朝日系列                                                  | 2019年10月5日 - 2019年11月2日                             | 土曜日 10:30 - 11:25 |                         |
| 関東広域圏     | テレビ朝日         | テレビ朝日系列                                                  | 2020年1月5日 - 2020年1月19日                              | 1月5日・12日…日曜日 10:00 - 11:50（2話連続） 19日…日曜日 10:00 - 10:55                                                                                     | [ 注釈 7 ]              |
| 福井県         | 福井テレビ         | フジテレビ系列                                                  | 2020年2月8日 - 2020年3月7日                               | 土曜日 14:00 - 14:55 | [ 注釈 12 ] [ 注釈 19 ] |

#### 配信元
| 配信期間        | 配信サイト          | 備考                                               |
| --------------- | ------------------- | -------------------------------------------------- |
| 2019年3月11日 - | Netflix             | 3月11日から1日おきに更新 3月21日からグローバル配信 |
| 2019年6月29日 - | HTB北海道onデマンド |                                                    |